# سيباستيان (موسيقي فرنسي)
سيباستيان (بالفرنسية: SebastiAn)‏ هو موسيقي ومنتج أسطوانات وملحن وفنان فرنسي، ولد في 3 فبراير 1981 في بولون-بيانكور في فرنسا.

## وصلات خارجية
- سيباستيان على موقع IMDb (الإنجليزية)
- سيباستيان على موقع ألو سيني (الفرنسية)
- سيباستيان على موقع ميوزك برينز (الإنجليزية)
- سيباستيان على موقع أول ميوزيك (الإنجليزية)
- سيباستيان على موقع ديسكوغز (الإنجليزية)
- سيباستيان على موقع قاعدة بيانات الفيلم (الإنجليزية)